# IIe législature de la Députation générale de La Rioja
La IIe législature de la Députation générale de La Rioja est un cycle parlementaire de la Députation générale de La Rioja, d'une durée de quatre ans, ouvert le 6 juillet 1987 à la suite des élections du 10 juin précédent, et clos le 2 avril 1991.

## Bureau
| Poste                  | Titulaire                     | Parti | Parti |
| ---------------------- | ----------------------------- | ----- | ----- |
| Président              | Manuel Fernández              |       | CDS   |
| Président              | Félix Palomo (11/07/1988)     |       | PSOE  |
| Premier vice-président | Félix Palomo                  |       | PSOE  |
| Premier vice-président | Leopoldo Virosta (28/09/1988) |       | PRP   |
| Premier vice-président | Pedro Marín (14/01/1991)      |       | CDS   |
| Second vice-président  | Jesús Zueco                   |       | AP    |
| Premier secrétaire     | Carmelo Fernández             |       | PSOE  |
| Seconde secrétaire     | Carmen de Miguel              |       | AP    |
| Seconde secrétaire     | Tomás Moreno (20/10/1987)     |       | AP    |

## Groupes parlementaires
| Nom | Nom                                                  | Début | 06/1988 | 07/1988 | Fin | Porte-parole                                              |
| --- | ---------------------------------------------------- | ----- | ------- | ------- | --- | --------------------------------------------------------- |
|     | Groupe socialiste                                    | 14    | 14      | 14      | 14  | Mario Fraile                                              |
|     | Groupe Alliance populaire Groupe populaire (01/1989) | 13    | 13      | 13      | 13  | Joaquín Espert José Antonio González (16/09/1987)         |
|     | Groupe centriste                                     | 4     | 0       | -       | -   | Tomás Valdivielso                                         |
|     | Groupe mixte                                         | 2     | 6       | 1       | 1   | Luis Rodríguez Damián Sáez (03/01/1990)                   |
|     | Groupe Riojain Progressiste Groupe Riojain (11/1990) | -     | 0       | 3       | 3   | Luis Rodríguez (02/09/1988) Leopoldo Virosta (05/07/1989) |
|     | Groupe centriste                                     | -     | 0       | 2       | 2   | Manuel Fernández                                          |

## Commissions parlementaires
| Commission | Président                 | Parti | Parti |
| --- | ------------------------- | ----- | ----- |
| Commissions permanentes législatives                                                                                           |                           |       |       |
| Commission des Finances, de l'Économie et du Budget                                                                            | José Medrano              | PSOE  |       |
| Commission de l'Administration territoriale, de l'Aménagement du territoire, de l'Urbanisme, du Logement et de l'Environnement | Eduardo Peche             | PSOE  |       |
| Commission de l'Éducation et de la Culture                                                                                     | Antonia San Felipe        | PSOE  |       |
| Commission de l'Agriculture et de l'Élevage                                                                                    | Ana Leiva                 | PSOE  |       |
| Commission de l'Industrie, du Commerce et du Tourisme                                                                          | Santiago Orío             | PSOE  |       |
| Commission des Travaux publics, des Transports et des Communications                                                           | Pedro Marín               | CDS   |       |
| Commission du Travail, de la Santé et de l'Action sociale                                                                      | José María Buzarra        | PSOE  |       |
| Commissions permanentes non-législatives                                                                                       |                           |       |       |
| Commission du Règlement et du Statut du député                                                                                 | Manuel Fernández          | CDS   |       |
| Commission du Règlement et du Statut du député                                                                                 | Félix Palomo (11/07/1988) | PSOE  |       |
| Commission institutionnelle, du Développement du statut et du régime de l'administration publique                              | Félix Palomo              | PSOE  |       |
| Commission des Pétitions | Félix Palomo              | PSOE  |       |

## Gouvernement et opposition

### Investiture de Joaquín Espert
| Candidat            | Date                                       | Vote       |      |    |     |     | Résultat |  |  |  |  |  |  |  |  |  |  |  |  |  |  |  |  |
| Candidat            | Date                                       | Vote       | PSOE | AP | CDS | PRP | Résultat |  |  |  |  |  |  |  |  |  |  |  |  |  |  |  |  |
| Joaquín Espert (AP) | 22 juillet 1987 (majorité absolue requise) | Oui        |      | 13 |     | 2   | 15 / 33  |  |  |  |  |  |  |  |  |  |  |  |  |  |  |  |  |
| Joaquín Espert (AP) | 22 juillet 1987 (majorité absolue requise) | Non        | 14   |    |     |     | 14 / 33  |  |  |  |  |  |  |  |  |  |  |  |  |  |  |  |  |
| Joaquín Espert (AP) | 22 juillet 1987 (majorité absolue requise) | Abstention |      |    | 4   |     | 4 / 33   |  |  |  |  |  |  |  |  |  |  |  |  |  |  |  |  |
| Joaquín Espert (AP) |                                            |            |      |    |     |     |          |  |  |  |  |  |  |  |  |  |  |  |  |  |  |  |  |
| Joaquín Espert (AP) | 24 juillet 1987 (majorité simple)          | Oui        |      | 13 |     | 2   | 15 / 33  |  |  |  |  |  |  |  |  |  |  |  |  |  |  |  |  |
| Joaquín Espert (AP) | 24 juillet 1987 (majorité simple)          | Non        | 14   |    |     |     | 14 / 33  |  |  |  |  |  |  |  |  |  |  |  |  |  |  |  |  |
| Joaquín Espert (AP) | 24 juillet 1987 (majorité simple)          | Abstention |      |    | 4   |     | 4 / 33   |  |  |  |  |  |  |  |  |  |  |  |  |  |  |  |  |

### Motion de censure de José Ignacio Pérez Sáenz
| Candidat                        | Date                                      | Vote       |      |    |     |     | Résultat |
| Candidat                        | Date                                      | Vote       | PSOE | AP | CDS | PRP | Résultat |
| José Ignacio Pérez Sáenz (PSOE) | 8 janvier 1990 (majorité absolue requise) | Oui        | 14   |    | 2   | 1   | 17 / 33  |
| José Ignacio Pérez Sáenz (PSOE) | 8 janvier 1990 (majorité absolue requise) | Non        |      | 13 |     |     | 13 / 33  |
| José Ignacio Pérez Sáenz (PSOE) | 8 janvier 1990 (majorité absolue requise) | Abstention |      |    |     | 1   | 1 / 33   |
| José Ignacio Pérez Sáenz (PSOE) | 8 janvier 1990 (majorité absolue requise) | Absent     |      |    | 2   |     | 2 / 33   |

## Désignations

### Sénateurs
| Parti | Parti | Sénateurs désignés | Voix |
| ----- | ----- | ------------------ | ---- |
| PSOE  |       | Mario Fraile Ruiz  | 18   |

- Désignation : 1er décembre 1989.